# Kaňoury
Kaňoury jsou přírodní památka východně od obce Nedašov v okrese Zlín. Oblast spravuje AOPK ČR Správa CHKO Bílé Karpaty. Důvodem ochrany jsou společenstva květnatých luk a pastvin s výskytem teplomilných druhů rostlin a vzácných druhů hmyzu.

## Fotogalerie

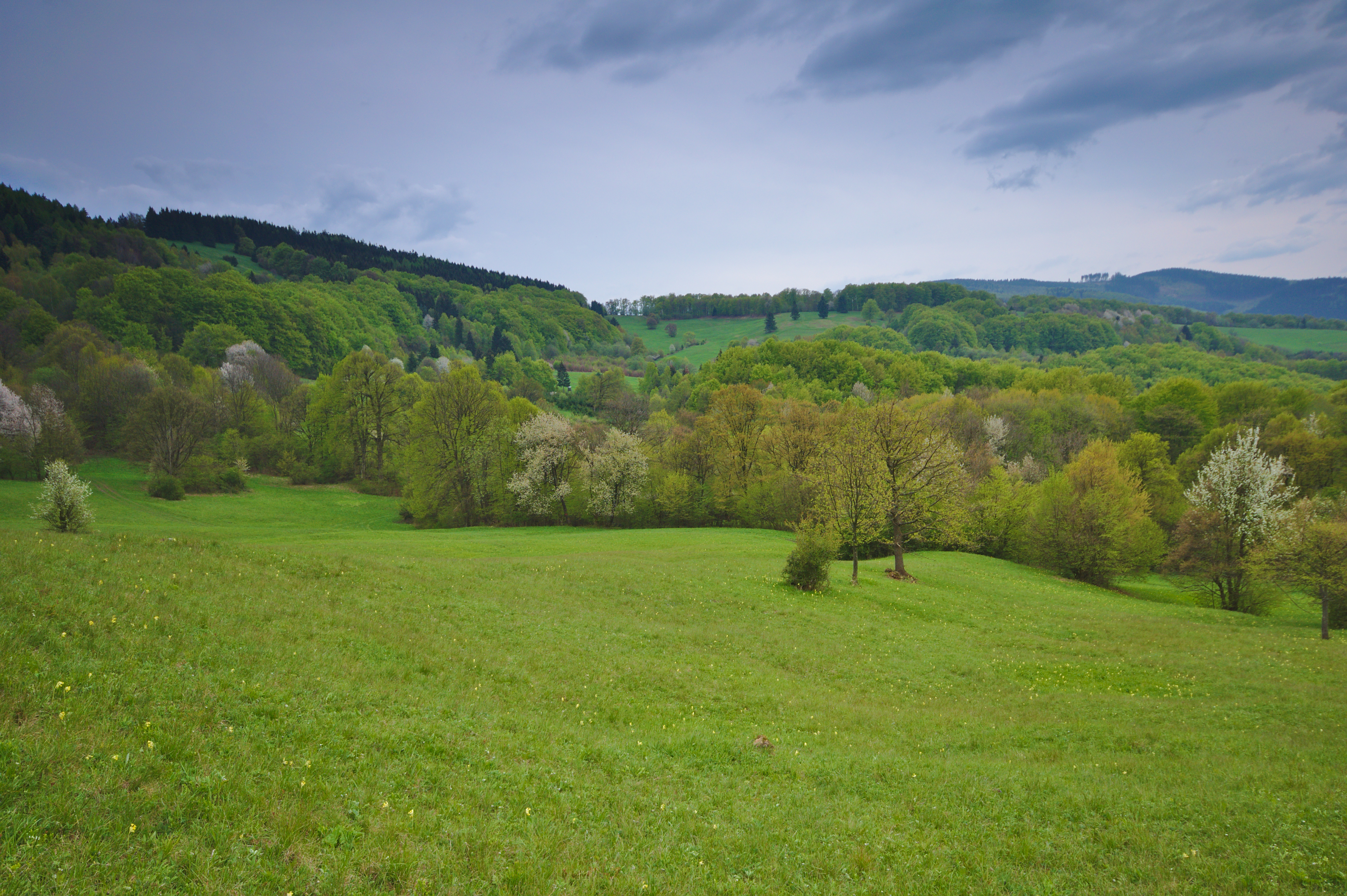
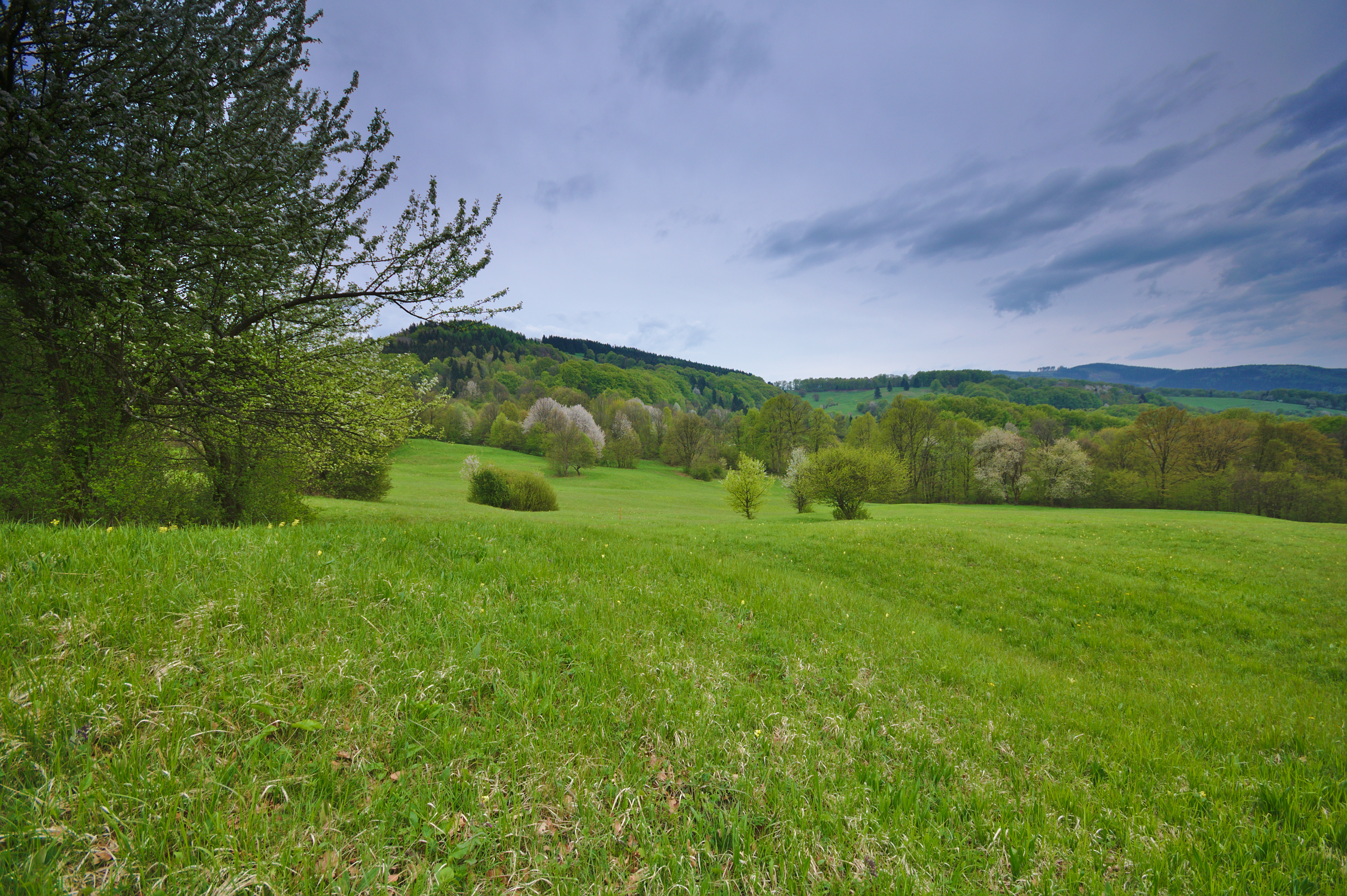
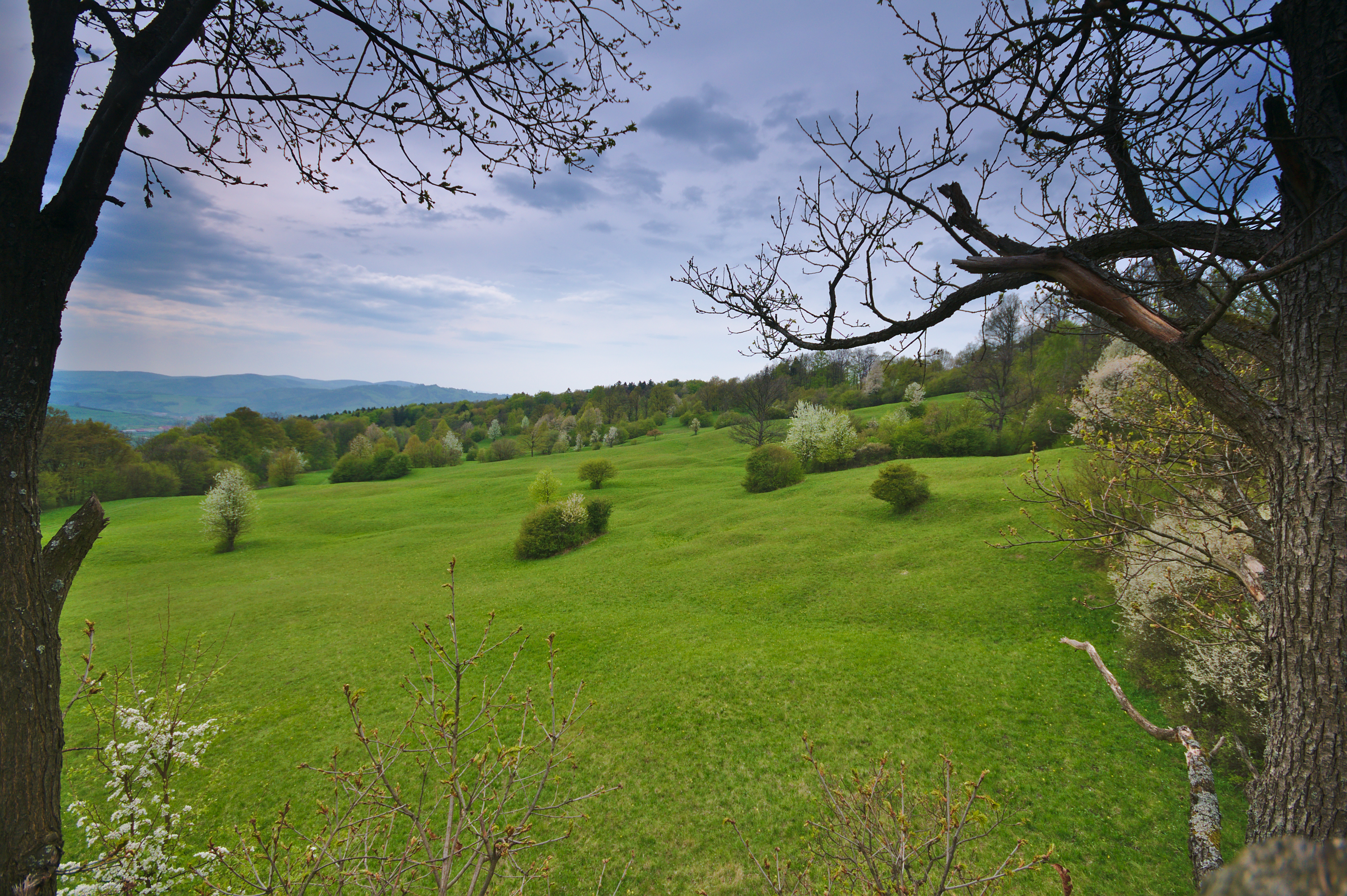